# Fiat 1300/1500
Fiat 1300 і Fiat 1500 — сімейство італійських легкових автомобілів, що випускались компанією Fiat з 1961 по 1967 рік.
Автомобілі були спроєктовані на заміну Fiat 1200. Моделі 1300 і 1500 були практично однаковими, але відрізнялись об'ємом двигуна, що і було відображено в їх назвах. Машини випускались в версіях седан, універсал і кабріолет. Всі вони мали дещо різний стиль кузова, але при цьому на них був встановлений один і той же двигун 1300 або 1500.
Також 1300/1500 і модифікації на їх основі випускались в Югославії на заводі Застава і на підконтрольному Fiat німецькому автозаводі Neckar. Компонування 1500C було використане як основа для наступної моделі — Fiat 125. В свою чергу, Polski Fiat 125p, що випускався на заводі FSO в Польщі, був спроєктований шляхом об'єднання кузова від 125-ї моделі і механіки (двигун, коробка передач, підвіска) від 1300/1500. В Італії модель 1300 була замінена Fiat 124 в 1966, а на зміну 1500 прийшов Fiat 125 на рік пізніше.

## Двигун
На моделях 1300/1500 двигун був розміщений спереду, поздовжньо, передаючи обертальне зусилля через чотириступінчату коробку передач на задні колеса. Двигуни автомобілів мали однакову конструкцію, відрізнялись лише об'ємом:
- Fiat 1300—1295 см³ (діаметр циліндра 72 x хід 79.5 мм), потужність 60 к. с. @ 5,200 об/хв
- Fiat 1500—1481 см³ (діаметр циліндра 77 x хід 79.5 мм), потужність 73 к. с. @ 5,200 об/хв

Новинкою в той час було використання дискових гальм на передніх колесах.
Обидва варіанти автомобіля мали базу довжиною 2425 мм, але з 1964 база 1500 була збільшена до 2505.

## Галерея

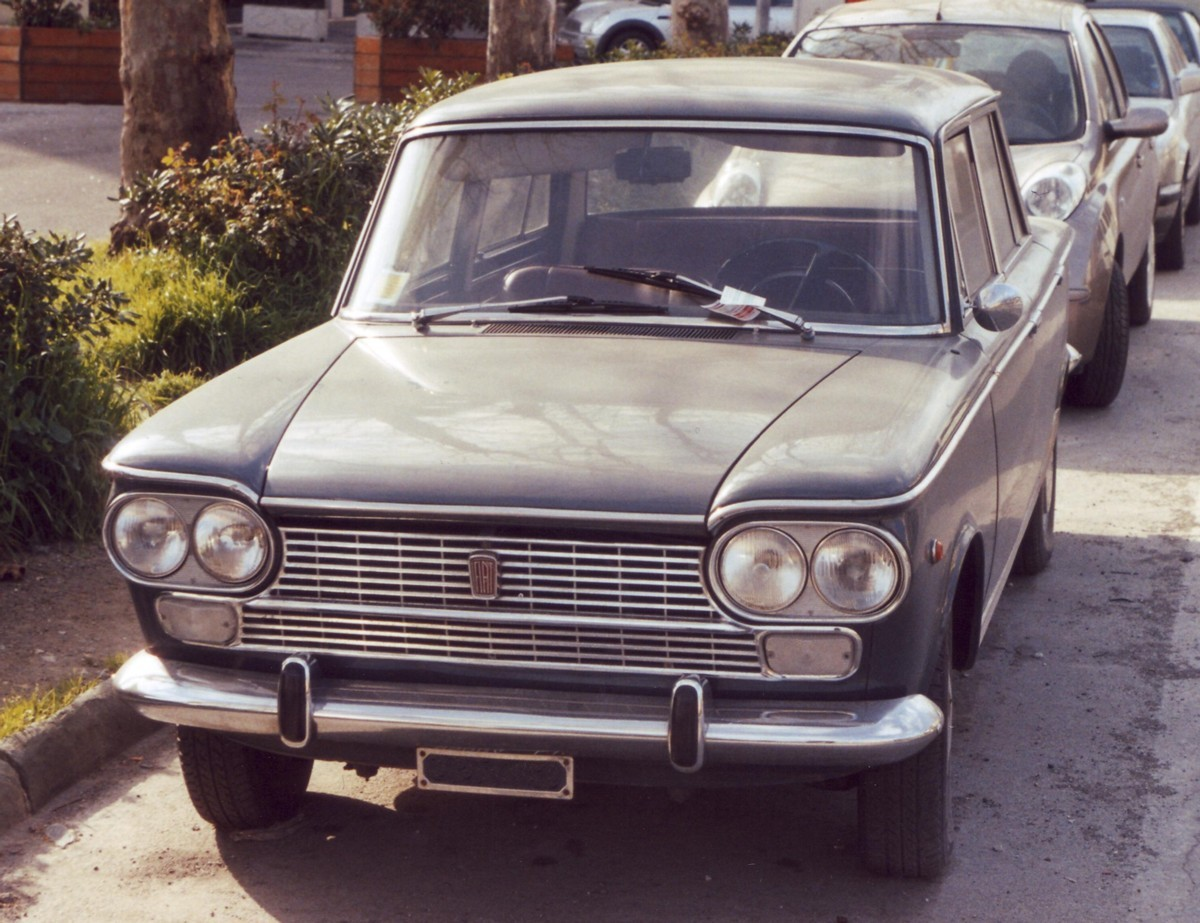
Fiat 1500 C
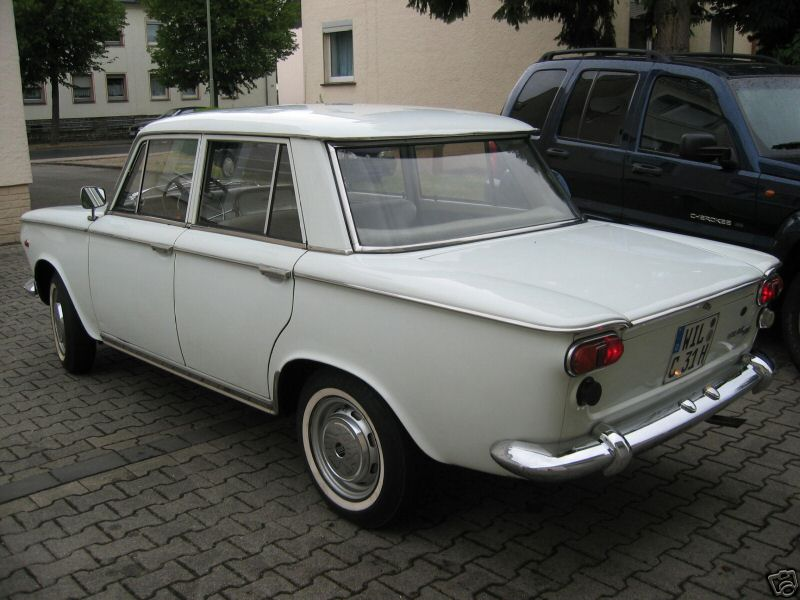
1965 Fiat 1300
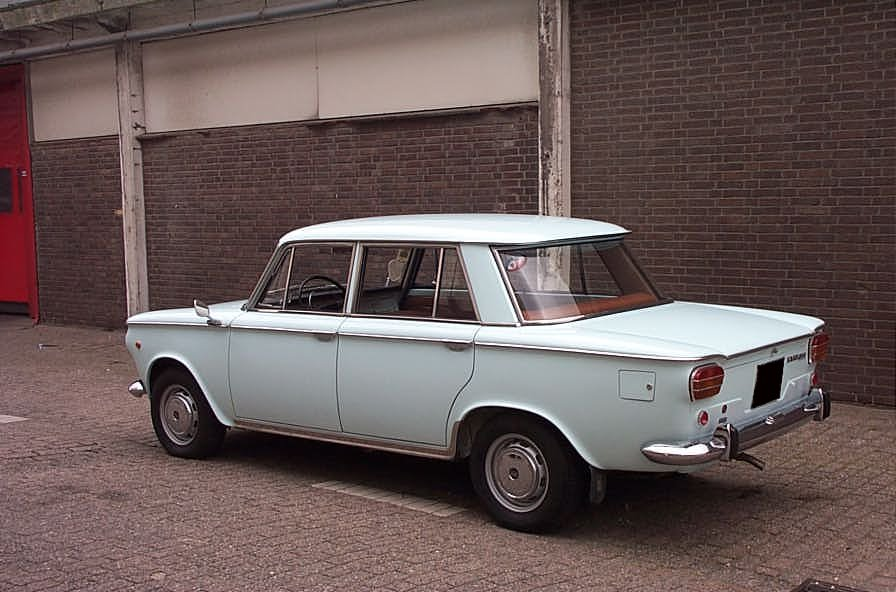
1966 Fiat 1500 C
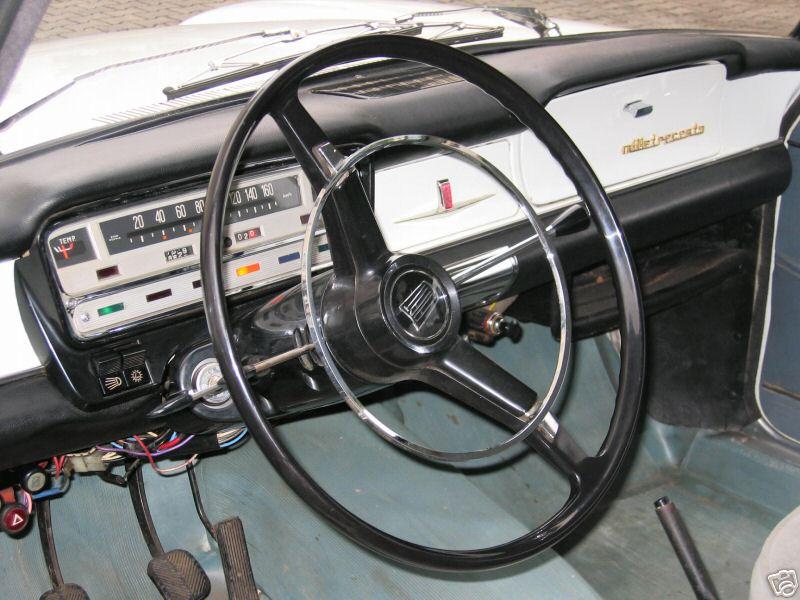
1965 Fiat 1300
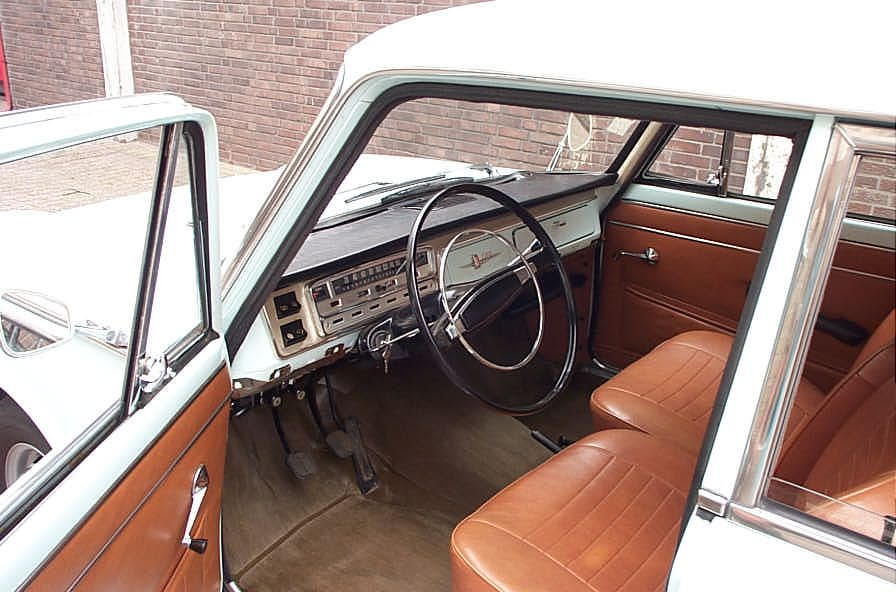
1966 Fiat 1500 C
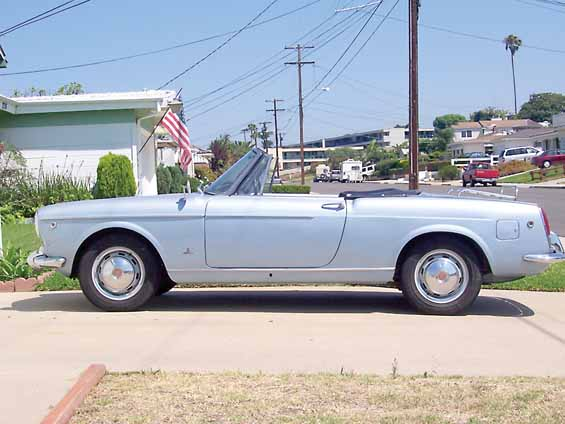
1965 Fiat 1500 cabrio
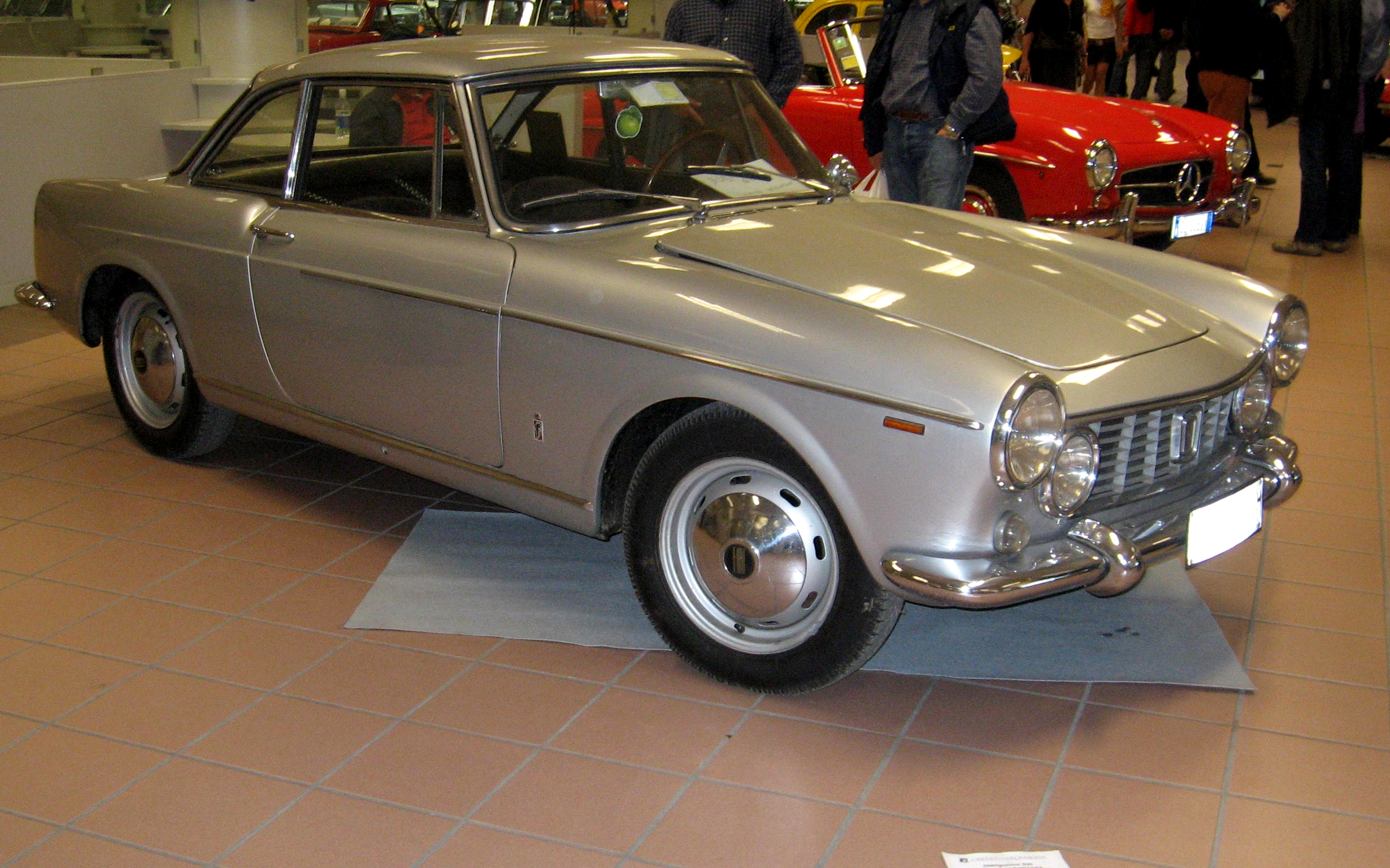
Fiat 1500 Coupé
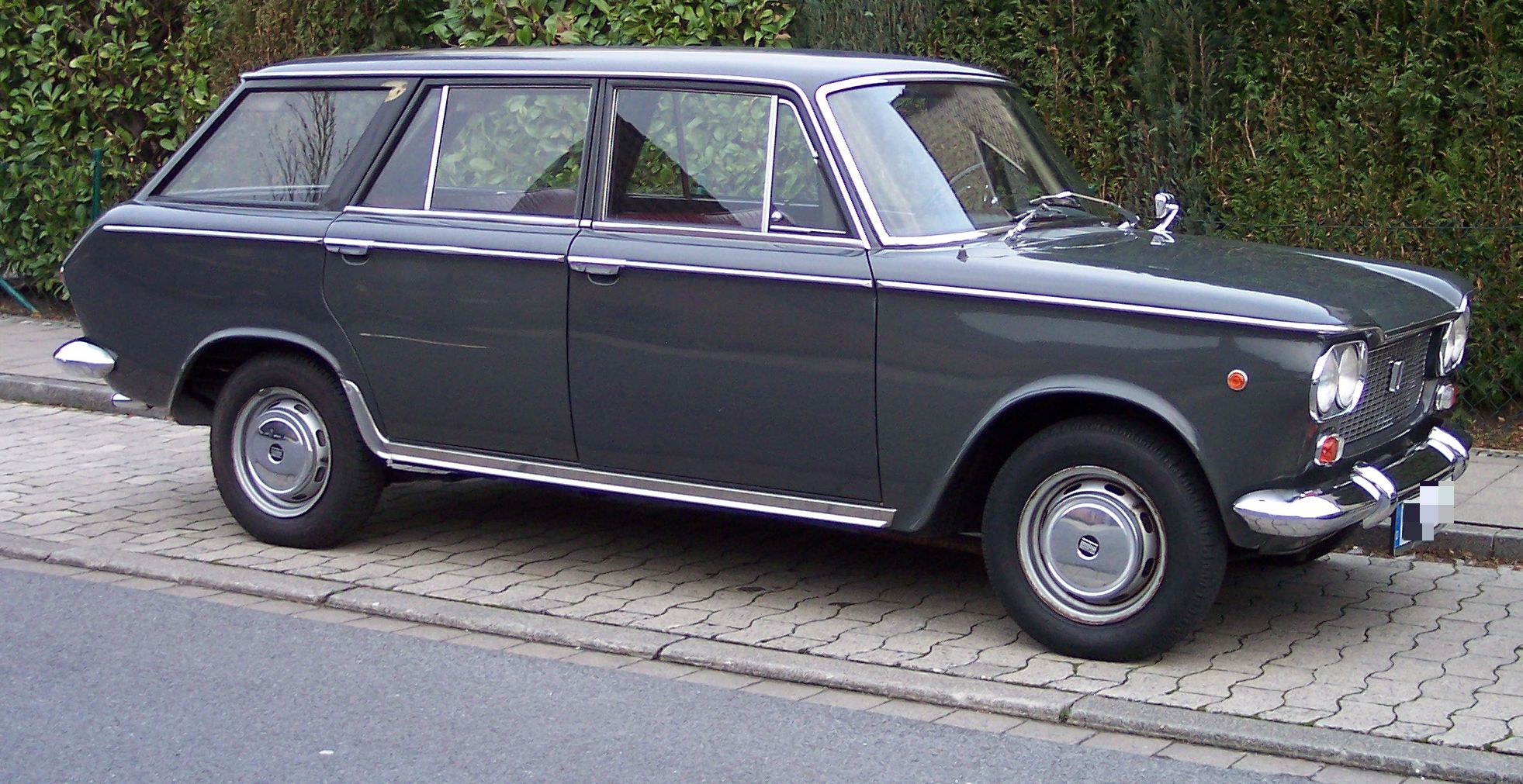
Fiat 1300 Familiare